# サイマル放送
サイマル放送（サイマルほうそう、simulcast、simultaneous broadcasting）は、1つの放送局が同じ時間帯に同じ番組を、異なるチャンネル（周波数）、放送方式、放送媒体で放送すること。地上アナログテレビ放送、地上デジタルテレビ放送、衛星放送、ワンセグ放送などの組み合わせがある。インターネットなどのIPネットワーク上で電波による放送と同内容のものを配信する場合はIPサイマル放送と呼ばれる。

## 日本

### 日本放送協会（NHK）
旧来より日本放送協会（NHK）は、放送や番組を需要や状況に応じて、各波を使用してサイマル放送を行ってきた。
放送の事例としては、日本国外に在住・滞在している日本人を対象にした放送サービスであるNHKワールド・ラジオ日本（国際放送）ではラジオ第1放送の大半の番組を短波放送と衛星ラジオによってサイマル放送をしている。これにより衛星ラジオでは、ラジオ第1放送の大半の番組と国際放送独自制作番組もFM放送と同等の高音質で聴くことができる。
番組単位の事例として、『NHK紅白歌合戦』はもともとラジオ番組であるが、1951年1月3日の番組開始当初からラジオ第1放送とNHKワールド・ラジオ日本（国際放送）で、1953年12月31日の第4回からは総合テレビで、2018年12月31日の第69回からはBS4K→BSプレミアム4K、BS8Kで放送。以降、ラジオ第1放送、総合テレビ、NHKワールド・プレミアム（国際放送）、NHKワールド・ラジオ日本（国際放送）、BSプレミアム4K、BS8Kで放送されている（ただし、FM放送では放送されていない）。2011年のBS再編までは、衛星第2テレビ、衛星ハイビジョンでもサイマル放送が行われた。
『NHKのど自慢』は総合テレビとラジオ第1放送、衛星第2テレビ（過去）、NHKワールド・プレミアム（国際放送）、NHKワールド・ラジオ日本（国際放送）、FM（2023年4月から）で放送されている。
『日曜討論』は総合テレビとラジオ第1放送、NHKワールド・プレミアム（国際放送）、NHKワールド・ラジオ日本（国際放送、時差放送もあり）で放送されている。
テレビ草創期にはテレビのコンテンツが絶対的に不足していたため、従来のラジオ番組をテレビでも中継放送した「ラ・テ番組」であり、当時はこのような形態のサイマル放送が多く存在していた。また、ラジオ放送のニュース番組の一部時間帯や『ひるのいこい』、『ひるの散歩道』→『ここはふるさと 旅するラジオ』、『ラジオ深夜便』などの一部番組がラジオ第1放送、FM放送、NHKワールド・ラジオ日本（国際放送）でサイマル放送している。
昭和天皇崩御の際、NHKが当時所持していた総合テレビ、教育テレビ、衛星第1テレビ、衛星第2テレビ、ラジオ第1放送、ラジオ第2放送、FM放送の全てが、1989年1月7日7時57分から同時放送で情報を伝えた事例がある。
特にNHKの場合は公共放送という立場上、多チャンネルを駆使したサイマル放送番組の供給がその使命の1つとなっている。
災害時などの緊急時には、受信者の手段を選ばず確実な伝達を図る上でも有効なため、NHKなど2系統以上の電波媒体（チャンネル）を持っている放送局において、テレビジョン放送と中波放送などで機動的に行われることがある（「ここからはテレビとラジオ、同時にお伝えします」のアナウンスがされ、成り行きで報道特別番組となる）。NHKにおいては、基本的に「震度6弱以上の地震」が発生した場合、あるいは「大津波警報・津波警報が出された場合」には通常の放送を国内向け放送・国際放送（NHKワールド・プレミアム、NHKワールド・ラジオ日本）とも全て中断し、災害に関する情報を一斉にサイマル放送することになっている。この場合は原則として緊急警報放送扱いとなる。これがいわゆる「全波全中」である。
これまでは、大相撲中継や国会中継、『NHKニュース7』などの各種ニュース番組、『NHKのど自慢』などでサイマル放送を行い、総合テレビ、衛星第2テレビ、衛星ハイビジョンで放送していたが、NHKのBS放送が3波（BS1、BS2、BShi）から2波（BS1、BSプレミアム）に変更され、地デジ難視対策衛星放送で難視聴地域対策ができることから、2011年3月31日をもって衛星第2テレビにおけるこれらの番組のサイマル放送を全て終了した。
2023年のBS再々編後は『連続テレビ小説』『大河ドラマ』『BS時代劇』『プレミアムドラマ』などの一部番組がBSプレミアム4KとBSで同時放送され、『大相撲中継』はBSプレミアム4KのほかBSと総合テレビでも同時放送されている。
2024年1月に発生した能登半島地震に伴い、中継局やケーブルテレビ設備の停電や損壊などにより、被災地では地上波放送を見られない世帯が多数発生していることを受けて、同月から2023年11月で放送終了したBSプレミアムのチャンネル（BS103ch）を利用して、NHK金沢放送局で放送されている総合テレビを同時放送した。なお、同チャンネルは元々2024年4月で免許失効に伴い、停波する予定だったことから、同月以降は臨時目的放送として免許を更新した上で放送を継続。同年6月30日まで行われた。
そのためテレビ放送における国内放送波同士のサイマル放送は、全波一斉放送（全波全中）の地震・津波関連の臨時ニュースで見られる程度となった。日本国外向けのNHKワールド・プレミアムでは2011年4月以降もこれらの番組は引き続きサイマル放送が行われている。前述に挙げたこれらの番組でも一部番組ではノンスクランブルで視聴できるため、日本国内でNHKワールド・プレミアムのノンスクランブル放送を受信している世帯では衛星第2テレビの難視聴対策放送があった時の名残が見られることになる（ノンスクランブル放送番組のほとんどは総合テレビとのサイマル放送となっている）。
特殊な例としては、2018年9月22日10:30 - 11:25に、テレビ放送開始65周年を記念した「テレビ65年 スポーツのチカラ」を日本テレビと同時放送を行った。

### 民間放送
民放局の場合、番組構成上の理由で行われる場合がある。

#### 複数の地上波テレビ・ラジオ局間
1956年から1989年まで民放テレビ版の『ゆく年くる年』が民間放送各社の共同制作で、国内民放のほぼ全局でサイマル放送されていた。1955年から2001年までの民放AM・短波ラジオ版についても同様。
かつてはテレビ朝日系の番組（『モーニングショー』や『アフタヌーンショー』から『欽ちゃんのどこまで笑うの?!』までの平日正午枠など）でも、地上波2局でサイマル放送を実施していた地域もあった。最後までサイマル放送が残った山陰地方の2局（日本海テレビと山陰放送）は、1989年9月29日を以ってテレビ朝日系番組のサイマル放送が終了し、該当枠は1989年10月2日以降は山陰放送単独放送となった。
民放ラジオ局では、同一地域に対し放送を行う局同士が共同で番組の制作および放送を行うことがある。これは、主に広域にわたって収録を行う必要のある生放送番組において行われる場合が多い。
地震などの災害関連番組では、2005年3月20日福岡県西方沖地震で多大な被害を受けた福岡県において地震以降、約半年に1回のペースで在福ラジオ局（RKB毎日放送・九州朝日放送・FM FUKUOKA・CROSS FM・LOVE FM。後にNHK福岡放送局・北九州放送局（共にラジオ第一放送）も参加）が共同制作した特別番組『ライフサポーター あなたを守る防災ラジオ』がサイマル放送された。一方、東京のラジオキー局では『ラジオ災害情報交差点』のタイトルで年2回放送が行われており、緊急地震速報についての特別番組を東京の民間ラジオキー局（TBSラジオ・文化放送・ニッポン放送・ラジオ日本・TOKYO FM・J-WAVE）が共同でサイマル放送をした。
また、2012年5月22日には東京スカイツリー開業を受けて、ニッポン放送とJ-WAVEが記念の特別番組を、特設ブースまで置いてサイマル放送で実施。
2025年4月からは、FM802と、同社が運営する外国語放送のFM COCOLOが早朝など一部の時間に "FM802&FM COCOLO DUAL MUSIC PROGRAM" と題してのサイマル放送を開始した。

#### テレビ局とラジオ局
TBSホールディングス傘下のTBSテレビとTBSラジオとの間では『輝く!日本レコード大賞』『ニューイヤー駅伝』など年末年始の特別番組において、サイマル放送を行っている（現在は一部テレビ・ラジオ独自時間帯あり、1999年までは『日本有線大賞』もサイマル放送されていた）。
朝日放送（ABC）テレビ、吉本興業主催、テレビ朝日製作協力の漫才コンテストで、毎年12月に開催している『M-1グランプリ』において、2015年以降の2期から朝日放送（ABC）ラジオが関西ローカルで、テレビ朝日系列で放送しているテレビ番組との同一時間放送を実施している。ただし、ラジオ番組は関西のコアなお笑いファンの為のトーク番組となっており、ラジオ版独自スポンサーと、一部のテレビ番組と同じスポンサー（日清どん兵衛など）が混在する形で付いている。テレビ番組のサイマル放送は漫才披露時と決勝進出コンビ最終発表のみで実施され、審査員の出演者に対する評価音声や、漫才終了時の出演者とMCの絡みなどはラジオでは放送しない。
JRN各局のうちテレビ部門がJNNに属している系列局では、緊急ニュースを報道する際にテレビの『JNN報道特別番組』をサイマル放送する場合がある。
南日本放送（MBC）は、毎年1月下旬から2月中旬までの日曜日に開催されるMBC自主開催の『鹿児島県地区対抗女子駅伝競走大会』中継で、全編を通してテレビ版の音声素材をラジオでも放送されている。かつては通常編成番組でも実例があり、ラジオ番組『城山スズメ』のサイマル放送をテレビ番組『かごしま4』の初期コーナーとして実施していたが、この頃の前者番組は「ツブヤキスト」として既存のMBCタレントをスタッフとして置いており、それらも含めて写り込む形となっている。ツブヤキストにMBCはラジオ番組のみの出演契約としているゲストタレントとしてZIKUが起用されたことに伴い、コーナー自体が打ち切りとなった。
2003年12月19日、テレビ朝日が六本木ヒルズへ移転したことを記念し、同日に六本木ヒルズ森タワーへ移転したJ-WAVEと、サイマル放送した（テレビ朝日は『ニュースステーション』、J-WAVEは『Jam the WORLD』枠内で放送）。
民間放送の通常編成番組でも実施例があり、KBS京都が1985年4月から3年間平日の日中に放送する生ワイド番組を兼営のテレビと同時放送を行ったことがあるほか山陰放送が2020年1月14日から2021年3月24日まで情報番組『なまラテ』（火曜日と水曜日）をテレビとラジオで同時生放送していた。2023年4月3日からは、民放のラジオ・テレビでは2年ぶりに、FM三重の平日朝の情報番組『Pick Up On Mie〜Pomie!（ポミー）〜』が7:30-8:00に三重テレビとサイマル放送を行うことになった。

#### 地上波とBS・CS
2000年代に入って日本テレビのCSニュースチャンネル・日テレNEWS24（旧：NNN24）の『Pre-dawn Update（旧：さきがけ ニュース&スポーツ）』枠・『Oha!4 NEWS LIVE』（第1部）や、TBSテレビのCSチャンネル版TBS NEWS（旧：JNNニュースバード→TBSニュースバード）の『ミッドナイトニュース』枠・『さきどりニュース&天気』枠（土日は「さきどりニュース&スポーツ」枠）をフィラーでのサイマル放送を実施している地上波局が多くみられる。
BSやCSでのスポーツ中継（プロ野球など）では、地上波とのサイマル放送が行われる場合がある（巨人主催ゲームでの日テレ系地上波、もしくはBS日テレと日テレジータスなど）。
TBSテレビ系列とBS-TBSでは、かつて2011年4月3日放送分より2018年9月まで『時事放談 〜ワイドショー政治を叱る』と、2002年6月 - 2012年9月まで『王様のブランチ』が、それぞれ地上波とBSのサイマル放送を行っていた。
『王様のブランチ』においては放送内容は同一だが、BS-TBSでは時刻表示が行われず、「この番組内での告知はBS-TBSと異なる場合があります」というテロップが表示されることがあった。また、午前の第1部と午後の第2部との間で放送される番組が異なっていて、TBSテレビでは『JNNニュース』が、BS-TBSでは『BSブランチ』が、それぞれ放送されていた。しかし、BS-TBSの番組に関しては考慮されておらず、女性キャスターは第1部終了直前に「この後はニュースです。TBS・RSK・RKBをご覧の皆様は11:59にお会いしましょう」と話していた。その後BS-TBSでは2012年3月で第2部の放送を、第1部も同年9月で順次打ち切ったため、BS-TBSでの放送は完全に打ち切られた（『BSブランチ』も終了）。
テレビ東京系列（TXN）とBSテレビ東京（以下BSテレ東、旧：BSジャパン）においては、『ニュースモーニングサテライト』『なないろ日和!』『ワールドビジネスサテライト（WBS）』『ウイニング競馬』等において、サイマル放送が行われている。このうち『なないろ日和!』はテレビ東京では9:26から、BSテレ東では9:59から、それぞれ放送開始となるため、サイマル放送は9:59〜10:55までとなり、『ウイニング競馬』はBSテレ東では14:30から、テレビ東京系列では15:00から、それぞれ放送開始となるためサイマル放送は15:00〜16:00となる。一方以前の『追跡LIVE!SPORTSウォッチャー』『田勢康弘の週刊ニュース新書』はサイマル放送ではなく、1時間〜2時間遅れで放送される（『週刊ニュース新書』については過去にサイマル放送だった時期がある）。テレビ東京系列の編成上の都合でこれらの番組の放送開始時間が変更された場合、BSテレ東も番組編成が変更され、テレビ東京系列の放送開始時刻の1時間後に放送開始となる。
災害や重大ニュースなど、報道特別番組が放送される場合は、BSでもサイマル放送される場合がある。

#### ラジオと構内放送
熊本放送（RKK）ラジオの『午後2時5分一寸一服』では、一社提供スポンサーである熊本市中央区手取本町にある鶴屋百貨店のサテライトスタジオから公開生放送される通常時に限り、同百貨店の店内放送でもサイマル放送されている。そのため、番組放送中のコマーシャルは簡単な催事案内も兼ねた生コマーシャルとなっている。定休日などの特別な事情でRKKの本社ラジオスタジオから放送する場合も同様の措置を採られている。
TOKYO FMの『乃木坂46の乃木坂に相談だ!』、及び2024年9月まで4年間放送されていた『日向坂46の余計な事までやりましょう!』でも、一社提供スポンサーのスーパーマーケットチェーン・ベルクの各店の店内放送でサイマル放送を実施している。

#### 送信設備の変更
デジタル放送の放送開始に伴い、2000年代中盤からNHKを含む地上アナログテレビジョン放送と地上デジタルテレビジョン放送を行っている放送局で、アナログ電波と同一内容をデジタル電波で同時送信する場合なども、サイマル放送に該当していた。この場合では、視聴者の受信設備が完全にデジタル放送に対応する迄の移行経過処置であり、2012年3月まで実施された。
CS放送では、過去にCSアナログ放送であるCS-BAANが終了し、CSデジタル放送のパーフェクTV!（現・スカパー!）へ移行する際に番組供給事業者が行った例がある。
TOKYO MXでは2012年10月から2013年5月にかけて東京タワー（物理チャンネル20ch）と東京スカイツリー（同16ch）の送信所2ヶ所によるサイマル放送を実施した。これはMXがスカイツリーに移転した場合、放送エリアの拡大で近県の放送局と物理チャンネルが重複し放送に影響が出るため、物理チャンネルを変更することによるもので、東京タワー側の出力を段階的に弱めて全面移行を行った。同様にInterFM897の東京局も難聴取に伴いアンテナ高を上げることに合わせて、2015年6月末から同年10月末まで従来の76.1MHzと新しく運用を開始する89.7MHzで、移行期間としてサイマル放送を実施した。

### 放送大学学園
放送大学学園ではテレビ放送は地上デジタル（121チャンネル）・BSデジタル（231チャンネル）・スカパー!SD（205チャンネル、2012年3月まで）で、ラジオ放送はFM・BSデジタル（531チャンネル）・スカパー!SD（500チャンネル、2012年3月まで）でそれぞれ放送開始・終了時コールサインのアナウンス（JOUD-DTV、JOUD-FM）がある部分（BS・CS放送はその間、放送休止扱い）以外は完全サイマル放送となっていた。スカパー!SD（205チャンネル）のテレビ放送は2009年3月までは地上波アナログ放送のサイマル放送であったが、2009年4月から2011年3月まではアナログ放送と同じサイズながらも画面右上の「アナログ」のウォーターマークがないことや放送開始15分前のテストパターン・大学学歌・イメージソングがステレオ放送となっていることから地上波デジタル放送（121チャンネル）の映像を4:3にサイドカットしたサイマル放送であった。2011年4月からCS放送終了の2012年3月までは地上波デジタル放送（121チャンネル）の送出映像をそのまま16:9レターボックス化して放送していた。
2011年10月開始のBSデジタル放送では、テレビ放送が地上デジタル放送のサイマル放送（マルチ編成、字幕放送も実施）、ラジオ放送はFM放送のサイマル放送となった。
2018年9月限りで地上波（地デジテレビ、FMラジオ）による放送を取り止め、2018年10月以降はBSデジタルに一本化されたため、サイマル放送の範疇から外れることになる。

### ワンセグ放送
ワンセグ放送では2008年3月末まで、1つの放送局から同一番組を流すサイマル放送が義務付けられており、ワンセグで見られる番組は12のセグメントを使用する地上デジタル放送の主番組と同じであったが、2008年4月1日改正放送法の施行によって、サイマル放送の義務化が解かれ、部分的なワンセグ放送独自番組の放送が始まった。過去に定時的に行われていたものは2009年4月6日から2015年3月まで実施していたNHK Eテレのワンセグ2がある。
変わった事例では2019年10月22日より南海放送で始まった第2ワンセグサービスがあり、ワンセグの第2チャンネルにおいて、平時ではラジオ放送をスタジオ映像やライブカメラの映像と共にサイマル放送するCATV向けチャンネル「ウィットチャンネル」を放送、災害発生時など有事の際には独自の緊急情報に切り替えるというものである。

### FM補完放送
1991年以降、中波ラジオ局で、地域によってFM波を使って中継している例があり、2014年12月以降、本局の放送を本局と同じ放送エリアを対象にFM波でもサイマル放送するFM補完放送が行われている。

### サイマル放送の録画・録音
1980年代に発売されたHi-Fiビデオデッキの一部には「サイマルキャスト」機能と称して、内蔵チューナーの映像（テレビ放送）と外部入力の音声（FM放送）を同時記録できるビデオデッキが存在していた。日本国内ではNHK教育テレビの『N響アワー』など対応番組が非常に限られていたが、ヨーロッパでは当時テレビ放送が音声多重（ステレオ）になっていない地域が多く、FMラジオとサイマル放送する番組が多かったといわれている。

### その他
スポーツ関連では、NHKと日本民間放送連盟加盟各社が共同で放映権を獲得している国際スポーツ大会（オリンピックやFIFAワールドカップなど）の中継放送などで、NHKと民放局、特にラジオでは複数の局で同時刻に同じ内容が放送されることがある。
地上デジタルラジオでは、実用化試験放送の一環として2008年9月29日よりTBSラジオ・文化放送・ニッポン放送の3社が地上波AMラジオのサイマル放送を行っていたが、2011年3月31日に終了している。

## 韓国

### 総論
大韓民国では、その国情故近隣諸国から中波の妨害電波が入り易い状況にあった。対抗策として主にKBS（韓国放送公社）の電波を超高出力にするという策を取っているが、地域放送がやり辛くなるというデメリットがあった。
そこで、日本よりも一足早く、超短波FM（周波数変調放送）で中波の放送を同時放送する「標準FM放送」が国策として進められていった。呼出符号は中波のものの後に「-SFM」を付け、音楽FM放送とは区別している。ただ、近年は新規のラジオ局は原則として全部FM放送にするという方針のため、既存波の難聴対策として行われている。
主な事例
- KBS第1ラジオ放送→KBS第1標準FM放送
- KBS第2ラジオ放送→KBS第2標準FM放送“Happy FM”
- MBCラジオ→MBC標準FM
- SBSラジオ→SBS LOVE FM
- CBSラジオ→CBS標準FM

### テレビとラジオ
テレビにおける主要ニュース番組では、ラジオでもサイマル放送を行っている。何れの番組でも、特記がない場合はラジオ版は前半の部分のみである。かつてはSBSでも『SBS8ニュース』でサイマル放送を行っていたが、ネットしている標準FM局が全国ネットワークではなかったため、ラジオでの放送を終了した。なお、東洋放送はテレビとラジオが同時に存在したにもかかわらず、廃局まで主要ニュースのサイマル放送を行っていなかった。
- 韓国放送公社（KBS）
  - KBSニュース9

ラジオでは第1ラジオでネットされ、その内容を第3ラジオ、韓民族放送（双方とも当番組の放送時間ではない後半部分も含む21時台全て）でネット受けされる。KBSワールドは、テレビ、ラジオとも世界中で放送されている。
  - KBSニュース広場

主要ニュース番組以外では唯一。韓国国内では、第1ラジオで放送。
- 文化放送（MBC）
  - MBCニューストゥデイ

MBC標準FMで第1部の15分のみの放送。2018年頃にMBCニュースデスクから変更された。
- YTN

テレビ放送の内容を同局のFMラジオでも放送。ラジオ放送向けに独自の解説が入る。全編サイマル放送で、FM単営局とのサイマル放送は韓国では唯一。オリジナル番組は少なめ。

## 欧米

### アメリカ
アメリカでは中波放送局の難視聴対策のため、超短波放送局（中波放送事業者とは別主体のものを含む）によるサイマル放送が認められている。

### イギリス
中波放送と超短波放送のサイマル放送が認められており、BBC radio 4、ローカルBBC、一部のローカル民間放送局がサイマル放送を実施している。

### フランス
中波放送と超短波放送のサイマル放送が認められており、完全なサイマル放送を行っている放送局と時間帯によって別番組の放送局がある。

### ドイツ
中波放送と超短波放送のサイマル放送が認められており、大半の中波放送局が超短波放送でのサイマル放送を実施している。

## インターネットサイマル配信

### 日本

#### テレビ
テレビ放送のインターネット同時サイマル配信について、構想自体は2010年から提起されていた。しかし、著作権法や採算上の問題、系列局（地方局）への配慮などの課題もあり、2020年まではNHK・一部民放による災害・重大事件の発生時や一部の式典などを除き、ほとんど行われていなかった。

##### 日本放送協会（NHK）
2019年6月にはNHKテレビ（総合・Eテレ）のネット同時配信を認める、改正放送法が成立、2020年3月から「NHKプラス」として開始した。

##### 民間放送
民放キー局5社は2020年秋以降、テレビ番組を放送と同時にインターネットに流すサービスを開始する方向で準備していることが同年2月に報じられた。それに先駆けて、同年1月に在京民放5社が夕方に放送しているニュース番組と一部のアニメ番組などのネット同時配信に関する技術実証を、動画配信サービスの「TVer」にて行った。

###### 日本テレビ系列
日本テレビは2020年7月27日に行われた定例記者会見において、2020年10月1日から3か月間、プライムタイムに同局にて放送している番組をインターネットでも試行的に同時配信することを明らかにした。同年9月17日、日本テレビと系列局の読売テレビ、中京テレビの3社は「日テレ系ライブ配信」のサービス名で同年10月3日19時からTVerにてトライアル配信を開始することを正式発表。同年12月30日21時まで実施した。日本テレビ社長の小杉善信は「テレビを見る機会が少ない、デジタルデバイスのユーザーに対して、地上波の番組との接触機会を増やしたい」と説明している。
その後、日本テレビは同年10月2日19時から日テレ系ライブ配信の正式サービスを開始した。大手民放テレビ局5社の中で本格的な同時配信実施は初めてとなる。正式サービス開始時はトライアル配信に参加していた系列2局の番組は同時配信していなかったが、中京テレビは2021年12月に自社制作番組の同時配信を開始し、読売テレビも2022年4月から自社制作番組の同時配信を開始する予定としている。
2022年4月1日からサービス名称を「日テレ系リアルタイム配信」に変更した。

###### テレビ朝日系列
テレビ朝日も同時配信サービスを開始する予定であることを2021年9月28日に行われた定例記者会見にて明らかにし、後に2022年4月11日にサービス開始することを同じく同年2月22日に行われた定例記者会見にて発表した。日テレ系ライブ配信と同様にプライムタイムの番組を中心にTVerにて配信するとしている。同局会長の早河洋はニュース取材や営業などの拠点となるANNネットワーク体制は絶対に維持することを明言している。
なお、在阪局でテレビ朝日系列の朝日放送テレビでは一部の自社制作番組（ABCお笑いグランプリなど）を、キー局のテレビ朝日が出資するインターネット放送ABEMAで同時配信を実施している。

###### TBSテレビ系列
TBSテレビも2021年度内に同時配信サービスを開始することで検討していることが同年9月に報じられ、同月29日に行われた定例会見にて同局社長の佐々木卓がこの報道を認めた。2022年1月からのサービス開始を予定しており、配信媒体については日テレ系ライブ配信と同様、TVerにて配信する方向で調整していると語っている。その後、2022年4月11日にサービス開始することを同年3月2日に行われた定例社長会見にて発表した。サービス名は「TBS系リアルタイム配信」でゴールデン・プライム帯の番組を中心に配信するとしている。なお、同氏は2020年7月の時点ではビジネスモデルや権利関係の問題点を挙げた上で「積極的に推進していこうという立場ではない」として、放送の同時配信に否定的な立場を示していた。
在阪局でTBS系列局の毎日放送も同時配信サービスを開始する予定であることを、2022年1月19日に行われた定例会見にて明らかにしており、同局社長の虫明洋一はゴールデン・プライム帯の全国ネット番組にて実施する方向で調整していると語っている。

###### テレビ東京系列
テレビ東京も同時配信サービスを開始する予定であることを同年9月30日に行われた定例社長会見にて明らかにした。日テレ系ライブ配信と同様にプライムタイムの番組を中心にTVerにて配信することを予定しており、同局社長の石川一郎は「我々が作るコンテンツを、テレビを持っていない方にも見ていただきたい」とコメントしている。当初は2021年12月頃を目処にサービス開始する予定だったが、TVerの新アプリ開発が遅れていることから延期となり、その後、2022年4月11日に「テレ東系リアルタイム配信」のサービス名で開始することを同年3月24日に行われた定例社長会見にて発表した。

###### フジテレビ系列
フジテレビも同時配信サービスを開始する予定であることを、2021年9月6日に行われた10月期番組改編の記者発表会で明らかにした。配信媒体については日テレ系ライブ配信と同様、TVerにて配信する方向で調整している。当初は2022年1月からのサービス開始を予定していたが、テレビ東京と同様、TVerの新アプリ開発遅延を理由に一旦開始時期を未定に変更。その後、2022年4月11日にサービス開始することを同年2月25日に行われた定例社長会見にて発表した。日テレ系ライブ配信と同様にプライムタイムに放送されている計31番組を配信するとしている。

###### 独立放送局
2015年から独立放送局（独立局）の東京メトロポリタンテレビジョン（TOKYO MX）がリクルートホールディングスと共同で動画配信サービス「エムキャス」を立ち上げ、同局で放送している一部番組をインターネットでも同時配信するサービスを開始している。なお、同局の事情により、2024年6月30日で同サービスを終了した。2024年11月より、Rチャンネル CH108で一部番組のサイマル配信が開始された。配信番組は、おはリナ!、5時に夢中!、堀潤 Live Junctionなど。番組内ニュース等一部権利関係で非配信部分あり。
なお、関西・東海地方以外の系列局並びにTOKYO MXを除く独立局は2022年4月時点で方針を明らかにしていない。

##### BS放送
2009年5月1日から2016年9月30日まで、データ放送でSOLiVE24（現・ウェザーニュースLiVE）のサイマル放送を実施していた。
2021年1月13日からWOWOWが加入者向けの同時配信サービス「WOWOWオンデマンド」を実施。
2022年3月に開局したBSJapanext→BS10は専用アプリケーションの「つながるジャパネット」、BSよしもとは専用サイトでそれぞれテレビ放送との同時配信を行っている。

#### その他
2021年10月1日よりスカパーJSATが加入者向けの同時配信サービス「スカパー!番組配信」を実施。
ニュース専門チャンネルでは日テレNEWS24とTBS NEWS（Yahoo!ニュースでの配信）がインターネット上において、無料配信を行っている。
テレビショッピング専門チャンネルではショップチャンネルとQVCとGSTVが一部の地上波やBS局での同時放送を行っているほか、インターネット上での同時配信も行っている。
ラジオ放送では、radikoを始め、既存のラジオ放送局のIPサイマル配信は幅広く行われている。

### アメリカ
FOXは2016年7月11日からアメリカの放送局としては初めてゴールデンタイムの番組を同時にインターネットで配信するサイマル放送を開始した。